# Héctor Benítez Ortiz
Héctor Benítez Ortiz (20 dicembre 1928) è un ex calciatore messicano, di ruolo centrocampista.

## Carriera
Con la Nazionale messicana ha preso parte ai Mondiali 1950.